# Los Arabos

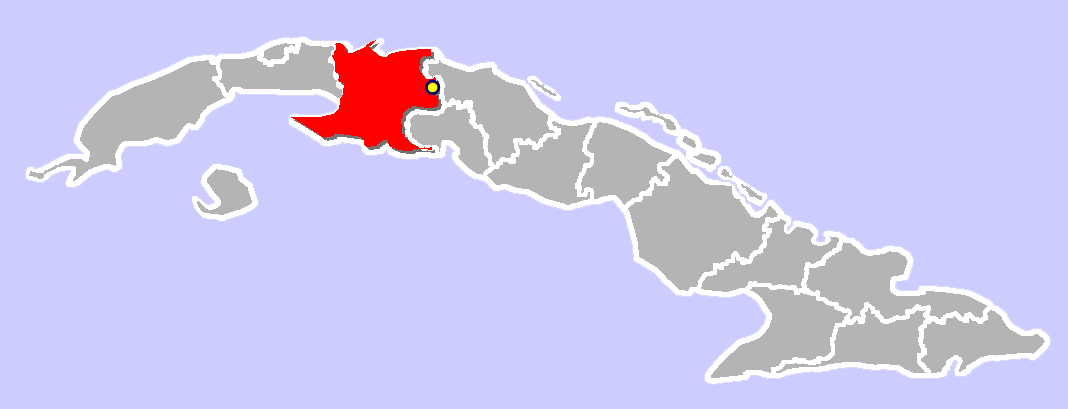
Localização de Los Arabos no mapa de Cuba

Los Arabos é um município de Cuba pertencente à província de Matanzas. 